# Stade Jos Haupert
Das Stade Jos Haupert ein Fußballstadion in der luxemburgischen Ortschaft Niederkorn (luxemburgisch Nidderkuer), Gemeinde Differdingen, im Kanton Esch an der Alzette.

## Veranstaltungen
Es wird derzeit vom Fußballclub FC Progrès Niederkorn für seine Heimspiele genutzt. Weiter ist es auch mehrfach Schauplatz für Länderspiele gewesen. So u. a. bei einer 0:6-Niederlage am 28. November 2012 der luxemburgischen Fußballnationalmannschaft der Frauen gegen die Färöer. Wie auch bei der Qualifikation für die U-21-Europameisterschaft 2019, in der während dieser Phase zwei Partien der luxemburgischen U-21-Fußballnationalmannschaft hier ausgetragen wurden.
Die luxemburgischen Frauen sollten am 8. April 2022 im Stade Jos Haupert ein Qualifikationsspiel zur Weltmeisterschaft 2023 gegen Lettland austragen. Aufgrund von Schneefällen und der Platzverhältnisse wurde das Spiel in Niederkorn abgesagt. Die Partie wurde auf den 9. April in das Stade Municipal nach Bettemburg verlegt.

## Länderspiele
Frauen
- 12. Mai 2008:  Luxemburg –  Kasachstan 0:3 (Luxembourg Women’s MT 2008)
- 28. Nov. 2012:  Luxemburg –  Färöer 0:6 (Freundschaftsspiel)

U-21-Männer
- 05. Okt. 2017:  Luxemburg –  Slowenien 1:1 (Qualifikation zur EM 2019)[4]
- 16. Okt. 2018:  Luxemburg –  Bulgarien 1:0 (Qualifikation zur EM 2019)[5]

U-17-Junioren
- 23. Okt. 2016:  Schweiz –  Färöer 3:0 (Qualifikation zur EM 2017)[6]
- 26. Okt. 2016:  Luxemburg –  Färöer 3:0 (Qualifikation zur EM 2017)[7]